# 南部利祥
南部 利祥（なんぶ としなが、1882年（明治15年）1月25日 - 1905年（明治38年）3月4日）は、日本の陸軍軍人。
最後の盛岡藩主・南部利恭の長男で、南部家第42代当主である。階級は陸軍騎兵中尉。位階勲等功級は正四位功五級金鵄勲章。爵位は伯爵。

## 経歴
1890年（明治23年）、学習院初等科3年生のとき、皇太子（大正天皇）の学友に選抜される。
教育係の東條英教（東條英機の父）の勧めにより陸軍に仕官し、1902年（明治35年）11月、陸軍士官学校（14期）を卒業、1903年（明治36年）6月に陸軍騎兵少尉に任じられる。同年10月9日、父・利恭の死去により南部家第42代当主となる。1904年（明治37年）、日露戦争が勃発し、利祥は満州の最前線で活動した。翌1905年（明治38年）2月に中尉に進級し、近衛騎兵第一中隊第三小隊の小隊長を命じられ、最前線で指揮を執ったが、3月4日に井口嶺の戦いで銃弾を浴び戦死した。その際、同じく従軍していた竹田宮恒久王の盾になるかたちで戦死したという逸話が伝わった。享年23。

## 南部利祥中尉騎馬像台座

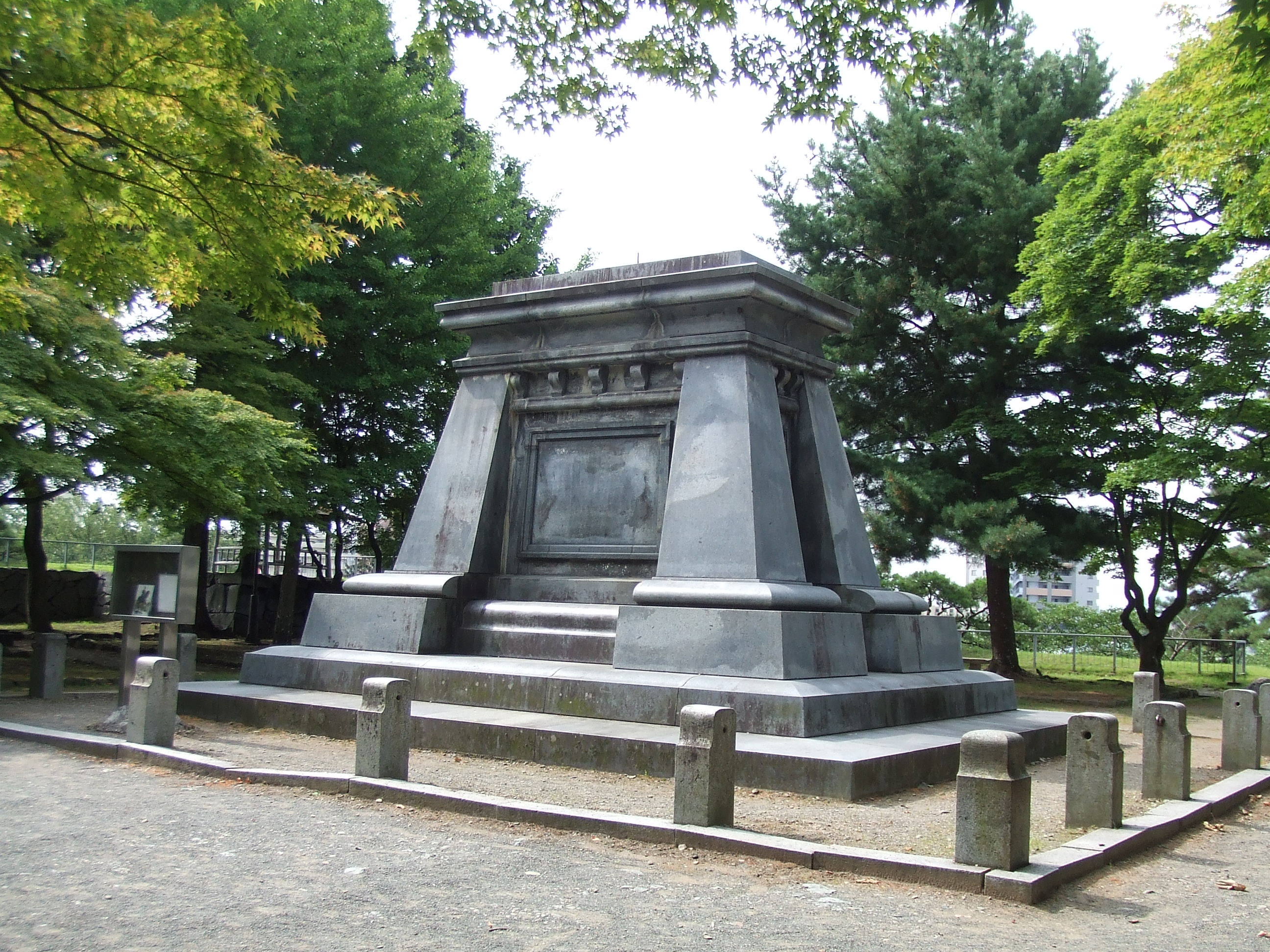
南部利祥中尉銅像台座

岩手公園（盛岡城本丸）には1908年（明治41年）に政官財界関係者や旧藩士らによって日露戦争で戦死した南部家第42代当主南部利祥を表彰した騎馬像が建立されたが、太平洋戦争中の1944年（昭和19年）4月に銅像本体が金属類回収令によって銅像は供出され、その後は「南部利祥中尉騎馬像台座」として台座のみ残されている。
この台座については江戸時代には藩主が居住していた御殿跡にあり、盛岡市では文化庁の基準に基づき「江戸期の城郭の歴史的価値」に重点を置いた整備を進める方針としており、史跡外の芝生広場などへの移転が検討されている。
なお、胸像部の鋳型原型が桜山神社に、馬の頭部の鋳型が報恩寺に残されている。